# Wanda, la perversa
Wanda, la perversa (en el inglés original, Oh, Wicked Wanda!) fue una serie de historietas británica, satírica y a todo color, dirigida a adultos y escrita por Frederic Mullally y dibujada por Ron Embleton. La tira apareció regularmente en Penthouse desde 1973 a 1980. 
Antes de protagozar dicho cómic, el personaje de Wanda apareció en una historia ilustrada en Penthouse, desde septiembre de 1969 hasta octubre de 1979, la cual fue escrita también por Mullally, pero dibujada por Brian Forbes.

## Contexto
Frederic Mullally comenzó su carrera en los años 40 como periodista, y por la época en que escribía Wicked Wanda ya había llegado a ser un novelista exitoso. Por su parte, Ron Embleton ya era en los 60 un veterano historietista, que había trabajado ampliamente para el cómic TV Century 21, illustrando historias basadas en programas de televisión como Stingray, 
Thunderbirds o El Capitán Escarlata. Para Wicked Wanda Embleton pintó los panales en acuarela.
- Datos: Q5848159